# 天主教坎佩切教区
天主教坎佩切教區（拉丁語：Dioecesis Campecorensis），是墨西哥一個天主教教區，位於南部坎佩切州。屬尤卡坦總教區。
教區成立於1895年3月24日，教座位於首府坎佩切。2010年有教友608,000人，佔總人口80.0%。有卅五個堂區、司鐸五十九人。現任教區主教為拉蒙·卡斯特羅·卡斯特羅。